# Nancy Kemp-Arendt
 (mai 2018).
Si vous disposez d'ouvrages ou d'articles de référence ou si vous connaissez des sites web de qualité traitant du thème abordé ici, merci de compléter l'article en donnant les références utiles à sa vérifiabilité et en les liant à la section « Notes et références ».
Nancy Kemp-Arendt, née le 22 mai 1969 à Esch-sur-Alzette (Luxembourg) est une femme politique, triathlète et nageuse luxembourgeoise, membre du Parti populaire chrétien-social (CSV).

## Biographie

### Études et formations
En 1991, elle obtient un diplôme en Communication Marketing et Relations Publiques de l'université de Miami aux États-Unis.

### Pratique sportive
Nancy Kemp-Arendt est éliminée en séries du 100 mètres brasse et du 200 mètres brasse aux Jeux olympiques d'été de 1988 à Séoul.
Aux Jeux des petits États d'Europe de 1989 à Nicosie, elle est médaillée d'or du 100 mètres papillon et du 200 mètres quatre nages et médaillée d'argent des 100 et 200 mètres brasse.
Elle se classe dixième des championnats du monde de triathlon 1996. Elle est sélectionnée et participe aux Jeux olympiques d'été de 2000 à Sydney, elle termine dixième de l'épreuve de triathlon.
Elle est nommée à quatre reprises sportive luxembourgeoise de l'année en 1987 et en 1989 pour ses performances en natation et en 1995, 1996, 1997 et 2000 pour ses performances en triathlon.

### Carrière politique
Membre du Parti populaire chrétien-social (CSV), elle est députée au parlement luxembourgeois depuis 1996.

## Détail des mandats et fonctions
(mai 2018).

### Membre de la Chambre des Députés
- Députée depuis le 13/11/2013
- Députée du 08/07/2009 au 06/10/2013
- Députée du 03/08/2004 au 07/06/2009
- Députée du 03/06/2003 au 05/06/2004
- Députée du 23/01/1996 au 08/06/1999

### Fonctions
- Membre du Parti chrétien social depuis 1993
- Membre du groupe politique chrétien-social
- Membre de la Commission des Pétitions depuis le 05/12/2013
- Membre de la Commission de la Santé, de l'Egalité des chances et des Sports depuis le 05/12/2013
- Vice-Présidente de la Commission de la Force publique depuis le 05/12/2013
- Membre suppléant de l'Délégation auprès de l'Assemblée parlementaire de l'OTAN depuis le 05/12/2013
- Membre de la Commission des Affaires étrangères et européennes, de la Défense, de la Coopération et de l'Immigration (pour le volet Coopération) depuis le 14/10/2014

### Fonctions antérieures
- Membre de la Commission de la Famille et de l'Intégration du 09/12/2013 au 13/10/2014
- Membre de la Commission de la Santé et de la Sécurité sociale du 14/05/2013 au 06/10/2013
- Membre de la Commission de la Famille, de la Jeunesse et de l'Egalité des chances du 16/11/2011 au 06/10/2013
- Membre suppléante de l'Délégation auprès de l'Assemblée parlementaire de l'OTAN du 28/07/2009 au 06/10/2013
- Membre suppléante de la Délégation à l'Assemblée Parlementaire de l'OTAN du 28/07/2009 au 05/06/2009
- Membre de la Commission de l'Education nationale, de la Formation professionnelle et des Sports (pour le volet Sports) du 28/07/2009 au 06/10/2013
- Membre de la Commission des Classes moyennes et du Tourisme du 28/07/2009 au 06/10/2013
- Membre de la Commission des Affaires étrangères et européennes, de la Défense, de la Coopération et de l'Immigration du 28/07/2009 au 06/10/2013
- Membre du Bureau intérimaire de la 1e Session extraordinaire 2009 du 08/07/2009 au 28/07/2009
- Membre de la Commission des Affaires étrangères et européennes, de la Défense, de la Coopération et de l'Immigration du 12/10/2004 au 07/06/2009
- Membre de la Commission de la Santé et de la Sécurité sociale du 03/08/2004 au 07/06/2009
- Membre de la Commission de la Famille, de l'Egalité des chances et de la Jeunesse du 03/08/2004 au 07/06/2009
- Membre de la Commission spéciale "Ethique" du 03/06/2003 au 05/06/2004
- Membre de la Commission de l'Egalité des chances entre femmes et hommes et de la Promotion féminine du 03/06/2003 au 05/06/2004
- Membre de la Commission de l'Education nationale, de la Formation professionnelle et des Sports (pour le volet Sports) du 03/06/2003 au 05/06/2004
- Membre de la Commission des Classes moyennes, du Tourisme et du Logement du 03/06/2003 au 05/06/2004
- Vice-Présidente de la Commission des Comptes du 27/01/2004 au 05/06/2004
- Membre de la Commission des Comptes du 03/06/2003 au 26/01/2004

### Mandats communaux et professions
- Présidente CSF, section Mondercange, Pontpierre, Berchem et Foetz
- Chargée de cours de 1992 à 1996
- Travailleur intellectuel indépendant depuis 1992